# Mancomunidad de Municipios del Área Metropolitana
La Mancomunidad de Municipios del Área Metropolitana (MMAMB) fue una asociación voluntaria de 27 municipios de la conurbación de Barcelona constituida en 1987 después de la disolución de la Corporación Metropolitana de Barcelona (CMB) según las leyes aprobadas por el Parlamento de Cataluña con la mayoría absoluta de CIU.
Las funciones de la MMAMB recogían parte de las funciones de la CMB, como gestionar parte de la red viaria, el mantenimiento de espacios públicos, coordinar la Entidad Metropolitana del Transporte y la Entidad Metropolitana de los Servicios Hidráulicos y del Tratamiento de Residuos, etc.
Posteriormente,el 21 de julio de 2011 se constituyó el Área Metropolitana de Barcelona (AMB) que sustituyó a las tres entidades metropolitanas vigentes hasta aquella fecha: la Mancomunidad de Municipios del Área Metropolitana de Barcelona, la Entidad del Medio Ambiente y la Entidad Metropolitana del Transporte.
- Datos: Q28501180